# Entyméma
Entyméma (zast. enthymema nebo enthymém, z řec. enthymema, úvaha, myšlenka) neboli zámlka je označení pro zamlčené premisy (předpoklady) nebo mezikroky úsudku (sylogismu) nebo v širším slova smyslu přeneseně pro celý entymematický (zkrácený, neúplný) úsudek.
Zkrácený úsudek je úsudek, v němž záměrně či nezáměrně vypustíme jeden nebo více kroků, které chápeme/přijímáme jako samy sebou se rozumějící (plausibilní). V širokém slova smyslu jsou tak entymematické takřka všechny úsudky, které jsou součástí běžného hovoru.